# Fall from Grace (Infernal)
Fall From Grace è il quinto album studio del duo danese Infernal. È stato pubblicato il 27 settembre 2010. L'album ha debuttato alla posizione numero 9 nella Danish Albums Charts, vendendo però solo 1850 copie nelle prime due settimane di vendita.

## Tracce[4]
1. Fall From Grace – 4:26
2. Biting the Bullet – 5:10
3. Love Is All... – 3:31
4. Weird How You... – 4:21
5. Alone, Together – 4:11
6. Gunshot – 3:53
7. The Weekend and I – 4:11
8. Materialize! – 3:41
9. Circussed – 3:21
10. Plastic Fantastic – 3:42
11. Club Erotic – 4:03
12. Think Cavalli, Baby – 4:46

iTunes Bonus Tracks
1. Alone, Together (Svenstrup & Vendelboe Remix) – 6:04

## Classifiche
| Classifica | Posizione massima |
| ---------- | ----------------- |
| Danimarca  | 9                 |

## Date di pubblicazione
| Nazione     | Data              | Etichetta       |
| ----------- | ----------------- | --------------- |
| Danimarca   | 27 settembre 2010 | Border Breakers |
| Scandinavia | 27 settembre 2010 | Warner Music    |